# Sövényházyné Sándor Judit
Sövényházyné Sándor Judit (Kolozsvár, 1920. február 6. – Szeged, 2003. január 6.) erdélyi magyar költő, Sövényházy Ferenc (1899) felesége.

## Életútja, munkássága
Tanulmányait magánúton Kolozsváron végezte. Irodalmi érdeklődése korán kibontakozott, s fejlődésére mély hatással volt Reményik Sándor. A költő és tanítványa közötti kapcsolat bizonyítékai a neki dedikált versek: Költő-káté (1937), Ó, ne vedd vissza még… (1941), valamint a költő előszava első verskötetéhez. 
1941-ben lett tagja a marosvásárhelyi Kemény Zsigmond Társaságnak, ahol székfoglalója is Reményikről szólt. 1942-ben házasságot kötött Sövényházy Ferenc kolozsvári egyetemi tanárral. 1948-ban Szegedre költöztek, ahol ápolónőként, majd egy bölcsőde vezetőjeként dolgozott.
Versei 1935-től a Pásztortűzben és az Ellenzékben jelentek meg. Berde Mária az Istenes énekek (Nagyvárad, 1939) c. antológiában közölt belőlük.

## Önálló kötetei
- Én csak a szívemet adhatom (Reményik Sándor előszavával, Kolozsvár, 1936)
- Amint vagyok. Virágok Reményik Sándor sírjára (Ravasz László előszavával, Kolozsvár, 1942)
- Négy évtizeden át csak az asztalfióknak írt; 1990 óta közölt ismét, két régi kötetének versei, az 1948 után keletkezett újabbakkal együtt, s függelékül Reményik Sándor és Ravasz László egykori előszavával, Csávossy György előszavával Ölelés címmel jelentek meg (Sándor Judit név alatt, Kolozsvár, 1996).
- Megírta a Tiszákkal is rokonságot tartó családja történetét is („Ember lenni mindég, minden körülményben”. Egy családfa levelei és virágai. (Hámos Ottóné Sándor Margit rajzaival. Szeged, 2002).

Sokat tett azért, hogy a köztudatba visszahozza mestere, Reményik Sándor költészetét. Reményik Erdélyi március címmel kiadott válogatott verskötetében (Budapest, 1990) Álmodsz-e róla? címmel, személyes emlékeket felelevenítő előszóval közreadta a költőnek Szőcsné Szilágyi Piroskához és Judikné Imre Ilonkához írott, több mint 150 kiadatlan versét, s a hozzájuk írt levelek egy részét. A kolozsvári evangélikus templom udvarán az ő adományából állították fel 2000-ben Vágó Gábor Reményik-mellszobrát.
Néhány költeményét Buday Dénes zenésítette meg.